# Yousif Saeed
Yousif Saeed Juma Mubarak Surour Al Durs, meglio noto come Yousif Saeed (in arabo  يوسف سعيد‎?; Dubai, 4 settembre 1994), è un calciatore emiratino, attaccante dell'Al-Bataeh.

## Palmarès

### Club

#### Competizioni nazionali
- UAE Super Cup: 1

Sharjah: 2019
- UAE Arabian Gulf League: 1

Sharjah: 2018-19